# 八幡鶴市神社
八幡鶴市神社（はちまんつるいちじんじゃ）は、大分県中津市大字相原（旧藍原村）に鎮座する神社である。
山国川下流、同川が中津平野（沖代（おきだい）平野）に注ぐ地点の右岸に位置して小丘を意味する逆手隈（さかてくま）と呼ばれる丘上に北面して鎮座する。鶴市神社とも称される。旧郷社。鶴女市太郎の人柱伝説が有名。

## 祭神
神座は3座から成り、中央座の八幡大神（応神天皇）と左座（向かって右）の速秋津彦神・速秋津姫神を主祭神として祀り、右座（同左）に鶴女姫命（つるじょひめのみこと）と市太郎命の母子の霊を配祀する。

## 由緒
社伝に因ると欽明天皇25年（564年）の春、当地に住む宮島主殿（美屋島清宇道男人とも）という者が水戸神（みなとのかみ。灌漑水路の守護神）として速秋津彦神、速秋津姫神の2柱を御毛川（みけがわ。山国川の旧称）の中州に祀ったことに創まるが、時を経ずして起こった旱害に際して既に豊前宇佐（現大分県宇佐市）に鎮座する宇佐八幡宮の神領地とされていた当地に、同宮の押領使兼庄司として住し福永城を築いて居城としていた湯屋弾正在吉が氏の神である八幡神に祈って害を治め、同天皇34年にその八幡神の夢告に従い高瀬川（同じく山国川の旧称。高瀬川時代には万田村と高瀬村の間を北流していた。）右岸、現社地の逆手隈に新たに水神として宇佐から八幡神を勧請したといい、貞元2年（977年）9月に速秋津彦、速秋津姫両神を現社地に遷座して八幡神と合祭するようになり、一時期社殿焼失に因り河原田に井手内の宮と称して遷座したものの応徳2年（1085年）に吉成という者によって再び現社地に還遷したという。
その後、保延元年（1135年）に高瀬川に大規模な井堰（現大井手堰の前身）を築造することとなり、その際にお鶴と市太郎（小市郎とも）という母子を人柱として堰に築き込め、爾来母子の犠牲に感謝すると共に堰とそこから流れる水路及びその益に浴する中津平野全体の守護神として母子の霊を八幡神に配祀したと伝える。なお、細川忠興が中津藩藩主に封じられた後の元和2年（1616年）に当神社に参詣して由緒を尋ねた際には、大井手堰築造に深く関与したとされる湯屋氏の子孫、湯屋藤左衛門が神社の縁起と堰の由来を記した『井手鈔』を編んで忠興に上呈している。
明治以前は八幡市神社と称したが、明治5年（1872年）2月に郷社に列する際に鎮座地の地名を採って相原神社と改称、昭和12年（1937年）6月に神饌幣帛料供進指定を受け、その後現社名に改めた。

### 人柱伝説
『鶴市根元記』（詳しくは『鶴市八幡宮水道神由来根元記』）には、以下の伝承が記されている。
この『根元記』は湯屋家に伝わる文書で弘治元年（1555年）の奥書を有すが、これは元和2年（1616年）の上記『井手鈔』も同じである。そのため、『井手鈔』に七地頭の件り等が見えないことを以てこれを『井手鈔』を元に加筆された元和2年（1616年）以降に編まれたものと見なし、その『井手鈔』に見える伝承自体も近世の創作であろうと説くものもあるが、その信仰が中津平野全体にわたり、一帯が平安時代以来宇佐宮と同宮の神宮寺である弥勒寺の荘園とされたことと、湯屋氏が同宮神官を世襲した宇佐氏の流れと伝えることから、湯屋某が開発領主として一帯の荘園化に関わる過程で大井手築造の主体ともなったという史実が背景にあったものと見ることができる。
また、御霊信仰とそれを包含した八幡信仰の影響も窺える。前者は非業の死を遂げた人物の霊を御霊と称し、その祟りを恐れる反面で祟る力を逆に共同体秩序の安寧に寄与するものへ転化させようと期待して神に祀る信仰で、それは人柱として犠牲となった母子の霊を慰め水路の神として崇める点に認められるが、柳田國男は、同時に水に投じられて神となった女性の名を「鶴」とする伝承が日本各地に散在する点にも関心を示している。一方、宇佐宮に発生した後者においては、それら御霊を八幡神が眷属神として統御するという思想があり、柳田は、宇佐宮周辺で見られる八幡神に統御される御霊に「市」という名を与える例との関わりの可能性を指摘している。
そして、それらを踏まえて最も注目されるのは、この伝説には細部を異にする複数の別伝がある中で、お鶴の位置があるいは弾正基信の妻であると説かれ、あるいは下女や妾と説かれる等一定しないのに対し、子である小市郎は全ての伝えがその父の誰であるかを説かないままにお鶴に必伴させてあたかも所与の存在であったかのように扱っている点である。そこにはお鶴を神に選ばれた女性としてその処女懐胎を説くと同時に小市郎を「父無くして生まれた神の子」と見る思想、八幡信仰の原初形態の一と考えられる母と子を一組にして神と崇め、その両者を所謂「水の辺の母子神」の形で多く水辺に祀る母子神信仰の遠い記憶が遺されているものと思われる。

## 祭祀

### 神職
神職はお鶴の出である古野氏の子孫が代々司っていた。

### 花傘鉾神事
8月最終の土、日曜日の2日間にわたって中津平野を巡る神幸祭が行われる。神幸はお鶴と小市郎の霊を慰めると共に当年の豊作を祈願するためのものとされ、長寛2年（1164年）に始められた。輿丁（神輿の担ぎ手）には、お鶴と小市郎が井手に込められる際に載せられた白木の輿を担いだ者の子孫が当てられたという。明治維新までは湯屋村（現中津市大字湯屋）、藍原村、万田村（同万田）、高瀬村（同高瀬）の4箇村による祭礼で、藍原村から槍10本、湯屋村から鉄砲10挺、万田村から弓10張、高瀬村から毛槍10振が出て神輿に供奉し、藩庁から警固のための臨監役も派遣されて大名行列に等しい厳重さを呈していた。
延宝8年（1680年）以降はこれに傘鉾が供奉するようになったといい、
維新後に中津平野に位置して大井手の灌漑の益に浴する市内14の大字が加わり、計19大字（神幸の際に高瀬は北高瀬と南高瀬に分かれる）が傘鉾を1基宛出して参加する形になった。
祭日は古く10月25日とお鶴小市郎の忌日である8月15日であったが、後に8月1、2両日となり、さらに8月24、25両日と改められ、昭和54年（1979年）から参加者が集まりやすいよう現行の8月最終土、日曜日とされた。
祭礼初日は本殿での祭典後に神霊を神輿に遷し、午前9時に10基の傘鉾が神輿を先導して神社を出発、途中大字下池永で更に9基の傘鉾が合流して市内19の各大字を一巡する形で巡幸路おおよそ30キロから40キロに及ぶ神幸が行われ、22時頃に大井手のある河原（鎮座地のおよそ300メートル北方）に設えられた行宮（御旅所）に着御して一夜を過ごす。2日目は19時半に19基の傘鉾が河原の堤防上に整列して行宮祭を斎行し、その後に神輿が山国川を対岸まで渡る「川渡り」が行われ、21時半頃に本殿に還御する。なお、巡幸順路と傘鉾の並び順は毎年籤で決められるが、8人から成る輿丁は大字湯屋の者が当てられ、神輿に最も近い最後尾の傘鉾も湯屋のそれと定められている。
傘鉾は2名で担ぐ太鼓を載せた台と、頂上に御幣を挿した轆轤を付けて周囲には赤色の羅紗地の水引幕を張り廻らした大傘とから成り（ただし傘鉾は平成7年（1995年）の少し以前から担ぎ手不足により荷車に載せて曳行する形となった）、それぞれに太鼓の打手1名、笛2名、チャンガラ（摺鉦）2名の楽員が付いて祭囃子を奏でながら供奉する。大傘の水引に描かれる図案は大字毎に異なり、中には金糸や銀糸等で豪華に刺繍されたものも見られる。また、大傘頂部の轆轤から竹籤を垂らしてそれに紙製で種々の色の造花を付け、それが水引の模様を隠す程に多く目立つために「花傘鉾」とも称されるが、花を多く付ける工夫は平成7年（1995年）少し以前からの趣向である。
本神事は昭和56年（1981年）に市の文化財に指定された後、平成21年（2009年）には県の無形民俗文化財に指定された。

## 社殿
丘上に建つ本殿は三間社流造。正面3間に蔀戸を吊り、左側面前部の梁間を引違いの板唐戸とする他は板壁とし、四周に刎高欄付の縁を廻らして背面柱筋に脇障子を立てる。妻飾りは虹梁大瓶束。向拝柱は手挟（たばさみ）のみを付ける。
拝殿（申殿）は丘麓に建ち、梁間1間桁行2間の入母屋造妻入屋根桟瓦葺。左右に翼廊と神輿庫とが付設され、割拝殿の如き形式となっている。

## 境内
拝殿の西脇に井手に築き込められる直前にお鶴小市郎母子が腰掛けたという腰掛石が遺されるが、そこから眺める月は「腰掛石月」として神社周辺の「七桜」「浮石若鮎」「三石納涼」「神木蛍火」「井堰朝露」「小島ヶ崎鷺」「鶴居山雪」と合わせて八景の勝地とされていたという。

## 文化財
（件名後の括弧内は指定の種別と年月日）
- 鶴市花傘鉾神事（大分県指定無形民俗文化財、平成21年（2009年）3月17日） - ただし所有者名義は「鶴市花傘鉾保存振興会」